# Hernán Ronsino
Hernán Ronsino, né en 1975 à Chivilcoy dans la province de Buenos Aires, est un romancier, un nouvelliste et un sociologue argentin.

## Biographie
Hernán Ronsino naît en 1975 à Chivilcoy dans la province de Buenos Aires. En 1994, il s'installe à Buenos Aires. Il étudie la sociologie à l'université de Buenos Aires et commence à écrire des nouvelles qui sont publiées dans divers magazines, journaux et anthologies en Argentine. En 2003, il publie un premier recueil de nouvelles, Te vomitaré de mi boca.
En 2007, il publie son premier roman, La descomposición, qui marque le début d'une trilogie de romans ayant pour cadre sa ville natale. En 2009, il écrit Dernier train pour Buenos Aires (Glaxo), une histoire à quatre voix qui narre le récit d'un drame du quotidien, une vengeance ancienne qui hante la vie des habitants d'une ville oubliée de la campagne argentine, du temps des années Perón,.
En 2013, il publie Lueurs de la Pampa (Lumbre), qui explore les mêmes pistes, mêlant à la grande histoire de l'Argentine celle de la banalité des simples récits du quotidien de ses personnages,,. Ces trois romans forment la trilogie pampéenne, du nom de la région géographique où se déroulent les différentes intrigues de ces romans. Il a également participé à l'écriture du documentaire Chivilcoy, la fundación de un pasado en 2011, en hommage à sa ville natale.
En 2018, après un séjour de six mois dans une résidence d'écrivains à Zurich, en Suisse, il signe son quatrième roman, Cameron.
Il est récompensé par le prix Anna-Seghers en 2020.

## Œuvre

### Romans
- La descomposición (2007)
- Glaxo (2009) Publié en français sous le titre Dernier train pour Buenos Aires, traduction de Dominique Lepreux, Arles, éditions Liana Levi, 2010
- Lumbre (2013) Publié en français sous le titre Lueurs de la Pampa, traduction de Gersende Camenen, Paris, éditions Gallimard, coll. « Du monde entier », 2017
- Cameron (2018)

### Recueil de nouvelles
- Te vomitaré de mi boca (2003)

### Essai
- Notas de campo (2017)

## Prix et distinctions notables
- Mention honorable du Fondo Nacional de las Artes (es) en 2002 pour le recueil de nouvelles Te vomitaré de mí boca[11].
- Prix Anna-Seghers 2020[12],[11].
- Prix municipal de la ville de Buenos Aires en 2021[13].